# Ogi Ike
Ogi Ike är en sjö i Antarktis. Den ligger i Östantarktis. Norge gör anspråk på området. Ogi Ike ligger vid sjöarna  Oyako Ike Kuwai Ike Hotoke Ike och Nyorai Ike.